# Lucaninae
Sous-famille
Les Lucaninae sont une sous-famille regroupant de nombreux genres de coléoptères de la famille des Lucanidae.

## Dénomination
La sous-famille a été décrite par l'entomologiste français Pierre André Latreille en 1804 sous le nom de Lucaninae.

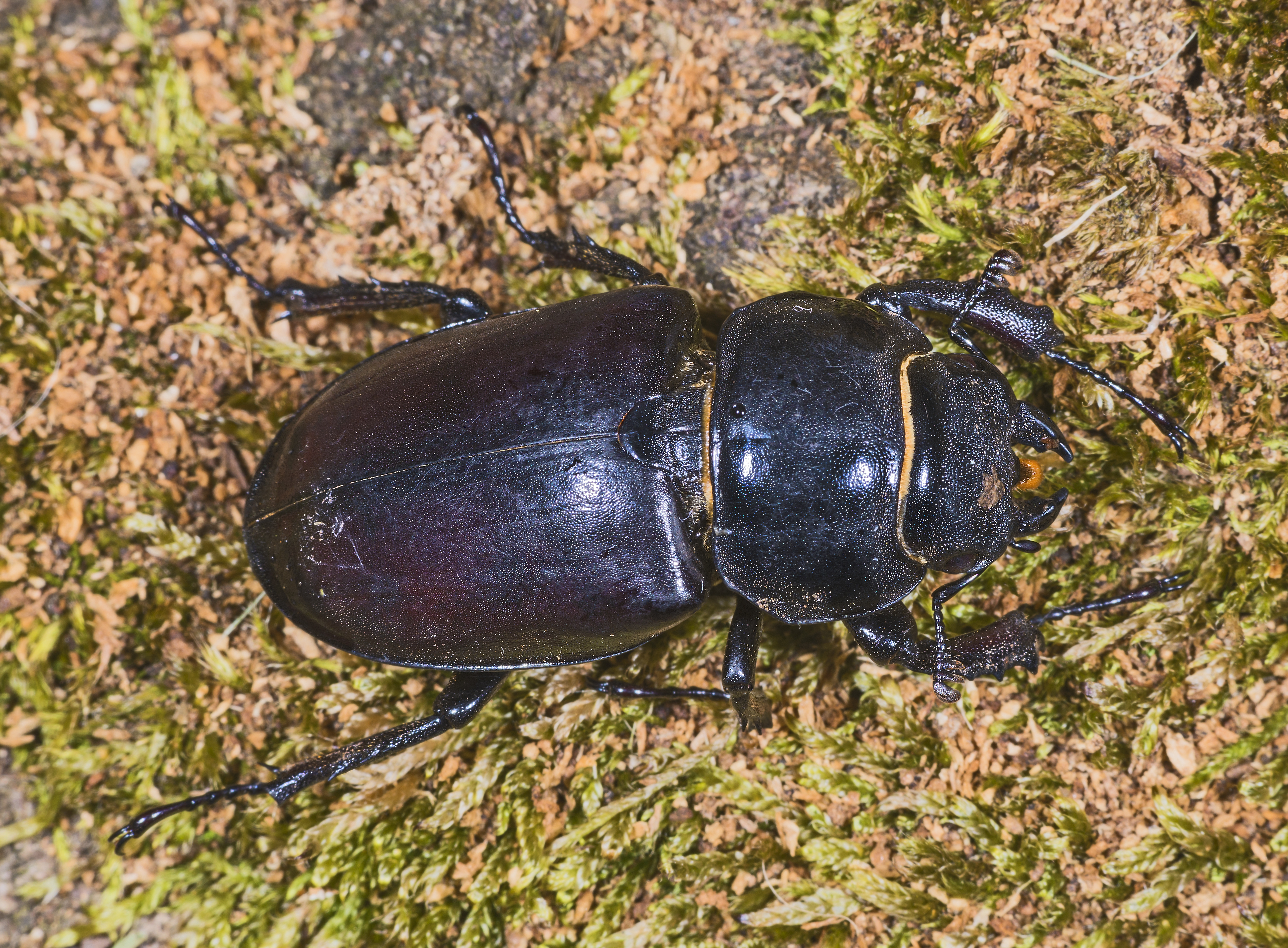
Lucane cerf volant femelle (Lucanus cervus), Muséum d'Histoire Naturelle de Toulouse, France

### Synonymie
- Penichrolucaninae (Arrow, 1950)
- Brasilucanini (Nikolajev, 1999)

## Liste de tribus
Selon Wikispecies, il y a 19 tribus :

Aegini - Allotopini - Chiasognathini - Cladognathini - Colophonini - Cyclommatini - Dendeziini - Dorcini - Figulini - Homoderini - Lissapterini - Lucanini - Neoprosopocoilini - Nigidiini - Odontolabini - Pholidotini - Platycerini - Rhyssonotini - Sclerostomini

## Liste de genres et espèces
(liste incomplète)
- Aegognathus
- Aegus
- Agnus
- Allotopus
- Amneidus
- Andinolucanus
- Aphanognathus
- Apterocyclus
- Apterodorcus (Arrow, 1943)
- Auxicerus
- Bartolozziolucanus
- Beneshius
- Bomansius
- Brasilucanus
- Cacostomus
  - Cacostomus squamosus
- Calcodes
- Cantharolethrus
  - Cantharolethrus luxeri
- Capreolucanus
- Cardanus
- Casignetus
- Charagmophorus
- Chewlucanus
- Chiasognathus
- Cladophyllus
- Colophon
- Cyclommatus
  - Cyclommatus scutellaris
- Dendezia
- Diasomoides
- Dinonigidius
- Dorculus
- Dorcus
- Dynodorcus
- Eligmodontus
- Epipedesthus
- Eulepidius
- Figulus
- Ganelius
- Geodorcus
- Gnaphaloryx
- Gonometopus
- Hemisodorcus
- Heterochthes
- Hexarthrius
- Homoderus
- Hoplogonus
- Incadorcus
- Leptinopterus
- Lissapterus
- Lissotes
  - Lissotes latidens
- Lucanus
- Macrocrates
- Macrodorcas
- Mesotopus
- Metadorcinus
- Metadorcus
- Metallactulus
- Microlucanus
- Neolucanus
  - Neolucanus castanopterus
- Nigidionus
- Nigidius
- Noseolucanus
- Novonigidius
- Odontolabis
- Onorelucanus
- Oonotus
- Paralissotes
- Penichrolucanus
- Platyceroides
- Platyceropsis
- Platycerus
- Platyfigulus
- Prismognathus
- Prosopocoilus
  - Prosopocoilus astacoides
  - Prosopocoilus biplagiatus
  - Prosopocoilus bison
  - Prosopocoilus girafa - le lucane girafe
  - Prosopocoilus inclinatus
  - Prosopocoilus savagei
- Pseudodorcus
- Pseudorhaetus
- Pycnosiphorus
- Rhaetulus
  - Rhaetulus crenatus
- Rhaetus
- Rhyssonotus
- Sclerostomus
- Scortizus
- Serrognathus
- Sphaenognathus
- Telodorcus
- Tetrarthrius
- Velutinodorcus
- Vinsonella
- Weinreichius
- Xiphodontus
- Yumikoi

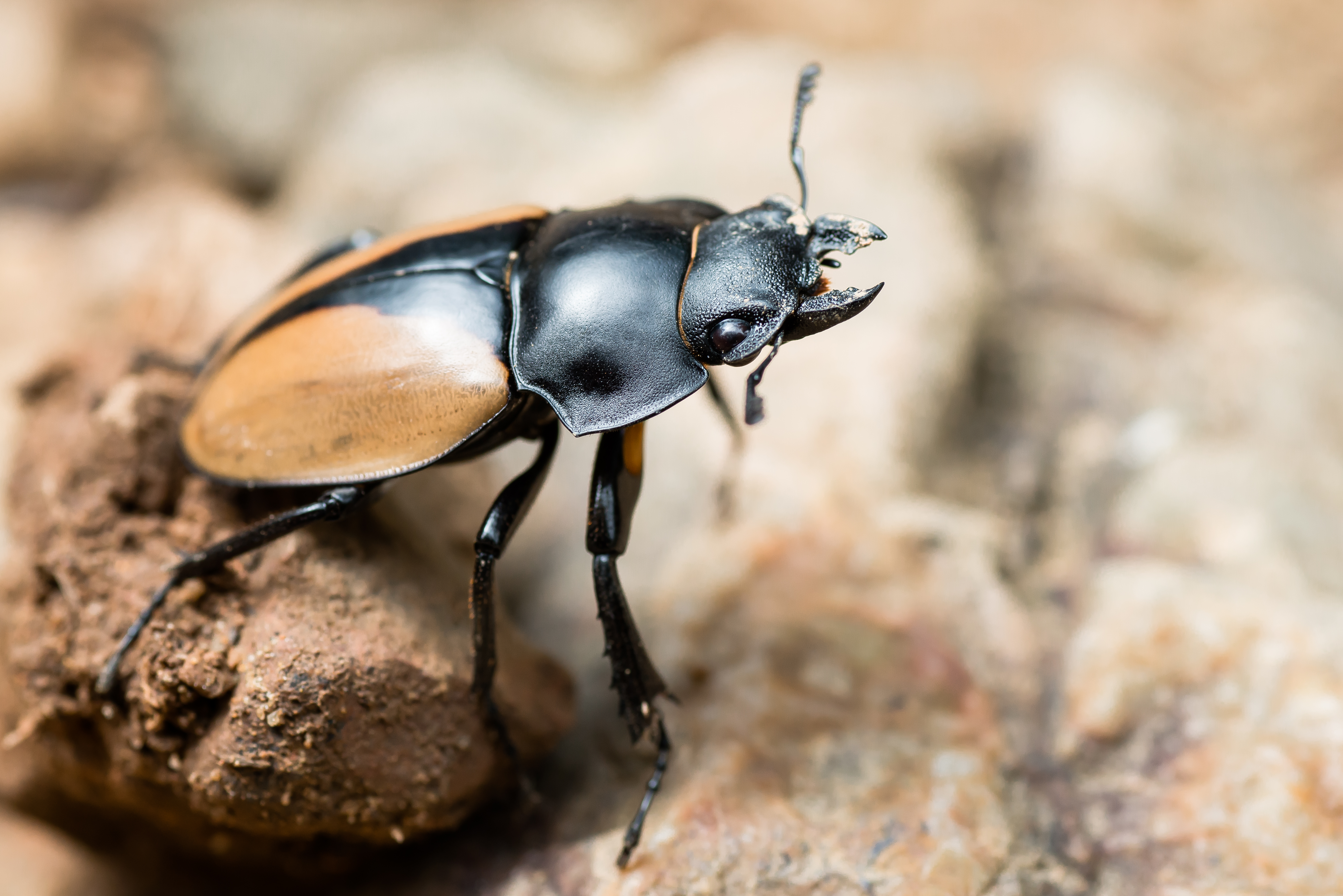
Neolucanus parryi, parc national de Kaeng Krachan, Thaïlande
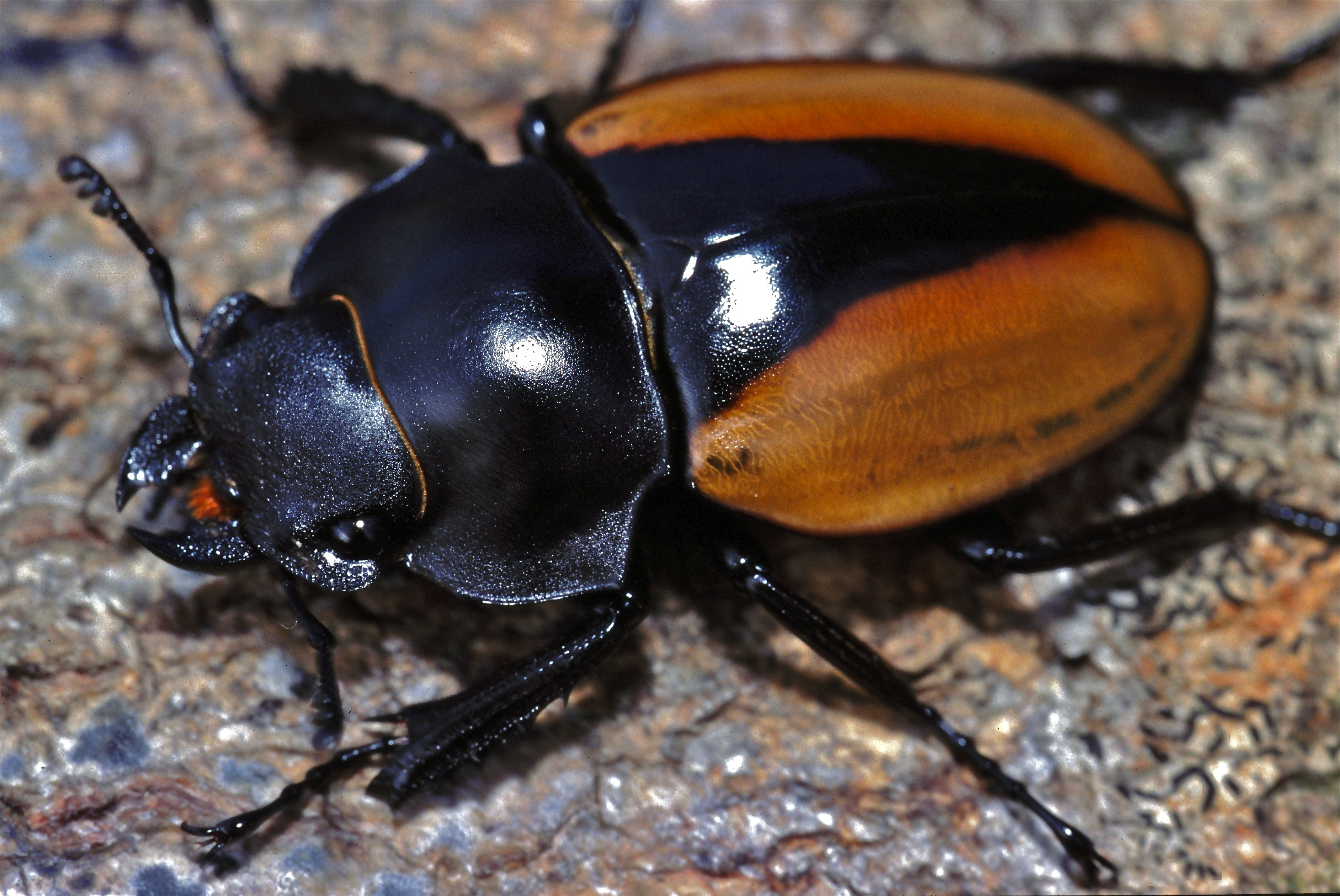
Odontolabis mouhoti elegans femelle, parc national de Khao Yai, Thaïlande
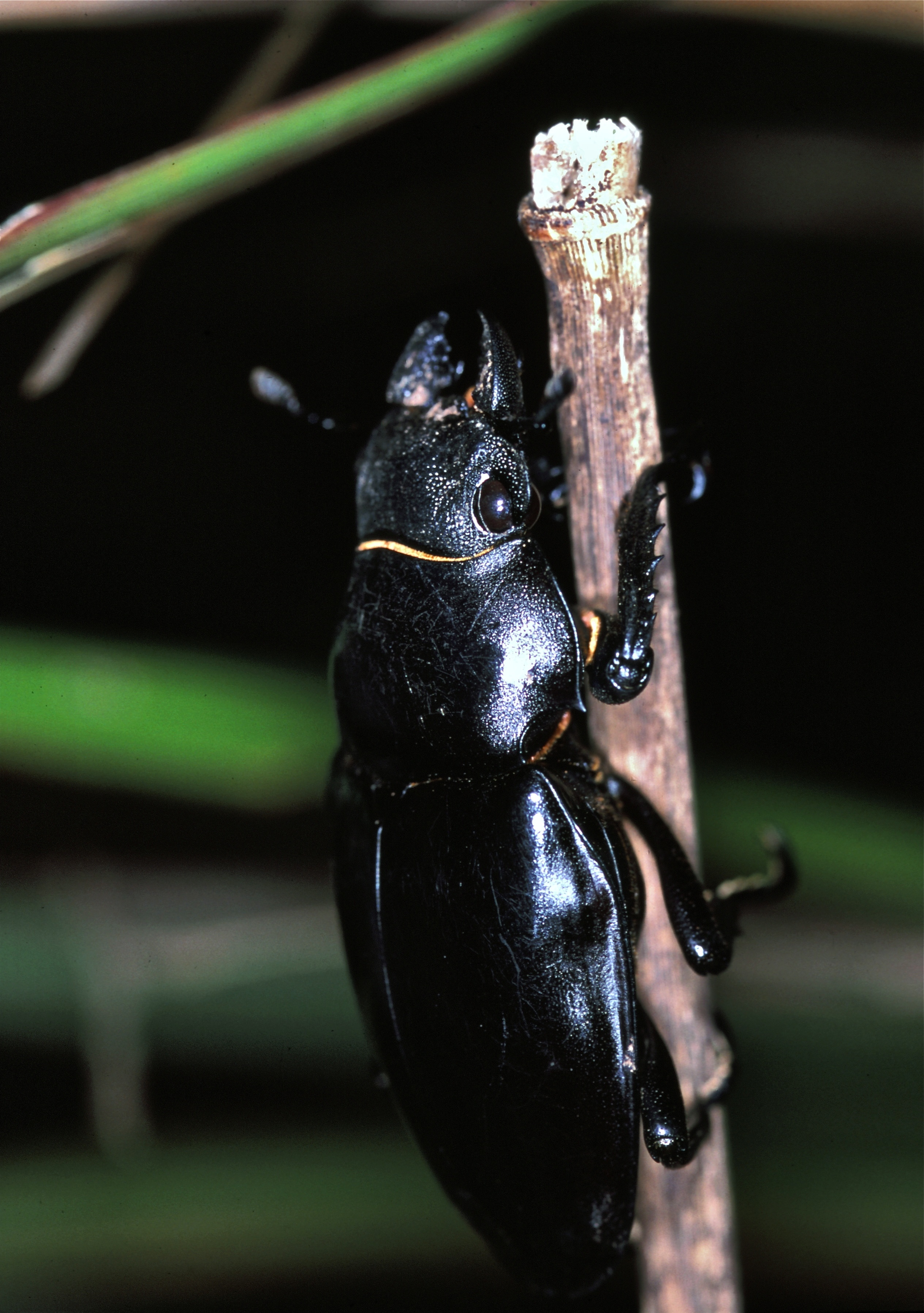
Odontolabis siva femelle, parc national de Khao Yai, Thaïlande
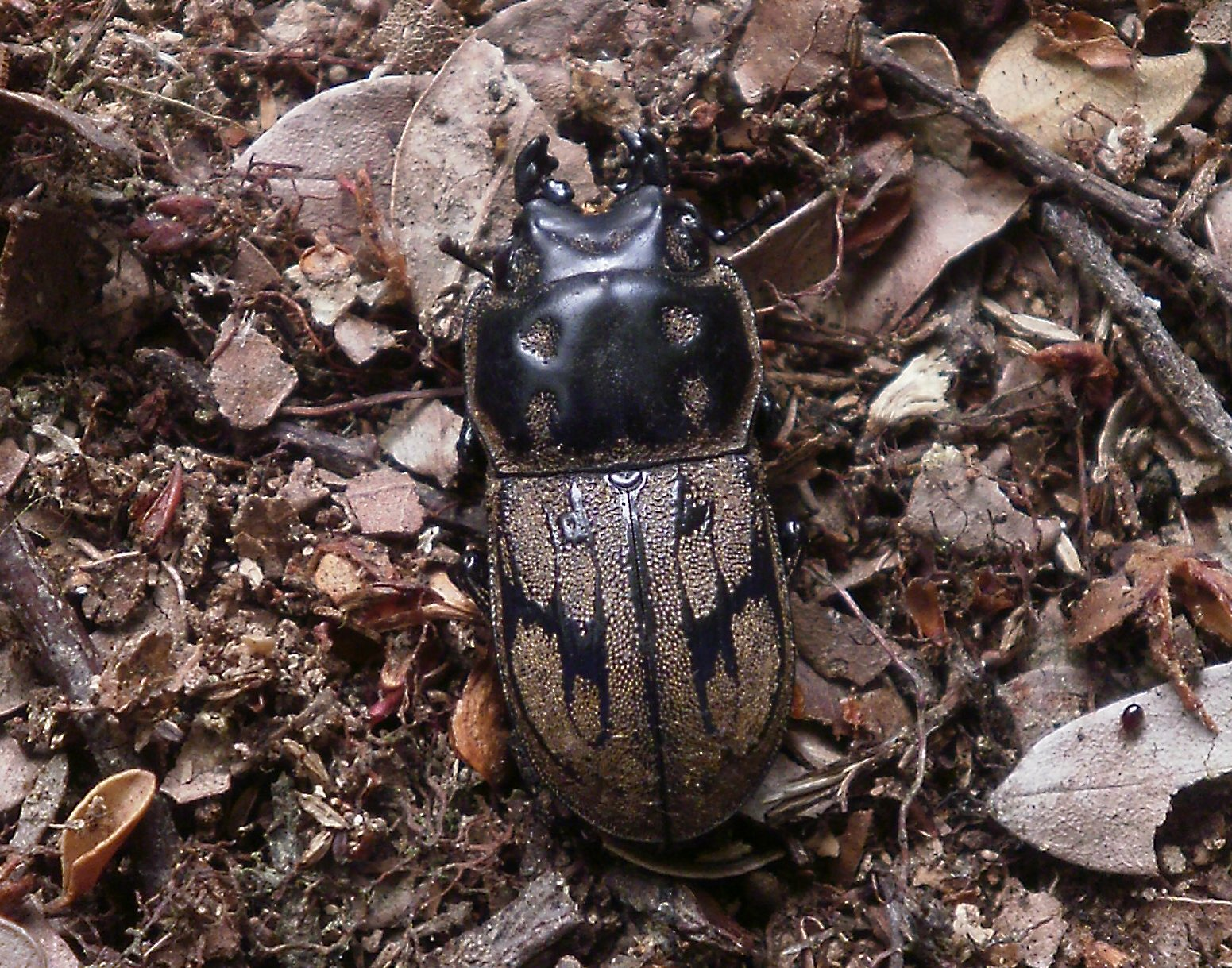
Paralissotes reticulatus, Nouvelle Zélande
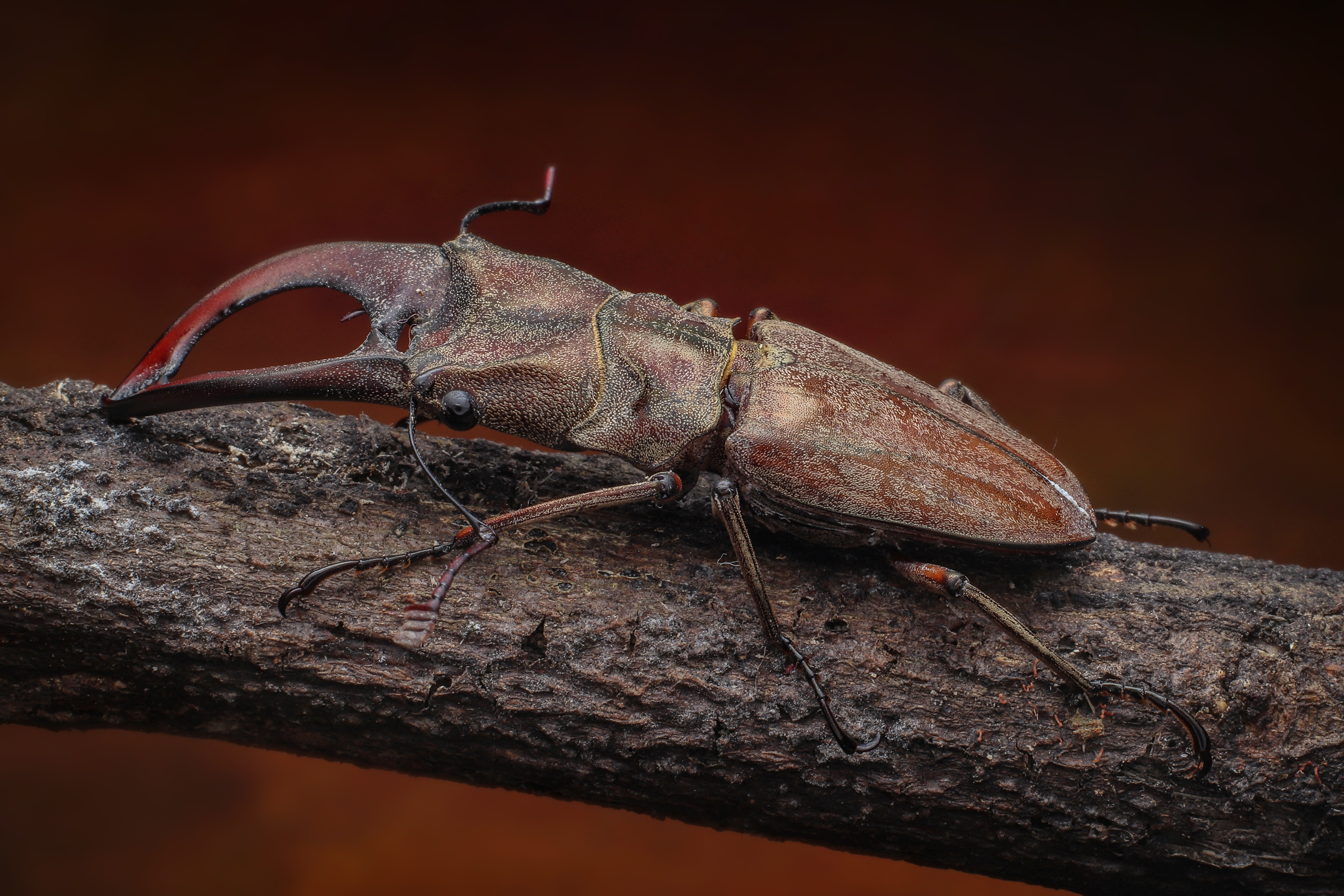
Un Cyclommatus zuberi, des Cyclommatus, des Lucaninae,  en promenade dans les iles Visayas aux Philippines. Les larges mandibules indiquent que c'est un mâle.